# جيمس بي. ماهر
جيمس بي. ماهر هو سياسي أمريكي، ولد في 3 نوفمبر 1865 في بروكلين في الولايات المتحدة، وتوفي في 31 يوليو 1946. نشط حزبياً في الحزب الديمقراطي. وقد انتخب عضو مجلس النواب الأمريكي ‏.